# Matías Zaracho
Federico Matías Javier Zaracho (Wilde, 10 de março de 1998) é um futebolista argentino que atua como meio-campista ou ponta. Atualmente defende o Racing.

## Carreira

### Racing
Nascido em Wilde, na província de Buenos Aires, Matías Zaracho juntou-se às categorias de base do Racing aos oito anos de idade. Realizou sua estreia profissional pelo clube em 17 de dezembro de 2016, entrando nos minutos finais da derrota fora de casa por 1–0 para o Unión de Santa Fe, pelo Campeonato Argentino. Em seu primeiro jogo como titular, diante do Colón, no El Cilindro, em 22 de junho de 2017, o jogador marcou o único gol da vitória do Racing.
Ao início da temporada de 2018–19, sob o comando técnico de Eduardo Coudet, Zaracho já havia se estabelecido na equipe titular. Em 18 de fevereiro de 2019, ele marcou pela primeira vez dois gols em uma mesma partida, na vitória por 3–0 sobre o Godoy Cruz. Cinco dias depois, marcou o último gol da vitória por 3–1 no Clássico de Avellaneda, no estádio do Independiente. Ao fim daquela temporada, o Racing se sagrou campeão argentino, e Zaracho foi eleito na premiação oficial como jogador revelação do torneio.

### Atlético Mineiro

#### 2020
Em 16 de outubro de 2020, foi anunciada a transferência de Zaracho para o Atlético Mineiro, sendo a maior contratação da história do clube mineiro. O clube pagou 6 milhões de dólares (aproximadamente 33 milhões de reais na cotação da época) para tirar o meia argentino do Racing, que assinou um contrato de cinco anos. Sua estreia aconteceu no dia 24, entrando no decorrer do empate por 0–0 contra o Sport, pelo Campeonato Brasileiro. Duas rodadas depois, no dia 8 de novembro, marcou seu primeiro gol pelo Galo, fechando o placar da goleada por 4–0 sobre o Flamengo.

#### 2021
Zaracho marcou o primeiro gol da goleada por 4–0 sobre o Uberlândia, em jogo válido pela 3ª rodada do Campeonato Mineiro. O jogador voltou a balançar as redes na estreia do Galo na Libertadores, no empate contra o Deportivo La Guaira.
No dia 1 de julho, Zaracho teve boa atuação e fez dois gols na goleada por 4–1 contra o Atlético Goianiense, válida pelo Campeonato Brasileiro. Ele voltou a balançar as redes na vitória de 2–0 contra o Bahia, em jogo valido pelas oitavas de final da Copa do Brasil.
No segundo jogo das quartas de final da Libertadores contra o River Plate, Zaracho fez dois gols, sendo um deles um golaço; o argentino acertou uma linda bicicleta dentro da grande área. Zaracho marcou outra vez contra o Fortaleza, em jogo que terminou em 2–0 pro Atlético. Marcou pela segunda vez contra o Fortaleza na vitória de 4–0 pro Galo, em jogo valido pela semifinal da Copa do Brasil.
Zaracho fez seu decimo gol na temporada contra o Grêmio em uma vitoria de 2–1 do Atlético Mineiro. Zaracho fez o único gol da vitória do Galo contra o Athletico Paranaense. Zaracho marcou também no empate em 2–2 contra o Palmeiras. Seu ultimo tento na temporada foi o gol na vitória de 4–3 do Galo contra o Red Bull Bragantino.
Zaracho fez parte do histórico ano de 2021 do Atlético Mineiro, que ganhou o Campeonato Mineiro, o Brasileirão e a Copa do Brasil.

#### 2022
Zaracho começou o ano de 2022 com uma lesão na coxa que o tirou de campo por 35 dias. Após sua volta ele marcou seu primeiro gol na temporada na vitória de 1–0 do Galo contra o Athletico Paranaense.
No dia 20 de agosto, numa partida contra o Goiás, Zaracho completou 100 jogos pelo clube e foi homenageado com a camisa número 100.

#### 2023
Em 26 de abril, Matías Zaracho encerrou um jejum de 282 dias sem balançar as redes. Ele marcou no empate em 1–1 contra o Brasil de Pelotas, pela Copa do Brasil.

#### 2024
No dia 24 de agosto, Zaracho passou por uma cirurgia para a correção de uma hérnia na região inguinal, pois estava sem responder ao tratamento conservador. No ano até a cirurgia, ele disputou 28 jogos, marcou quatro gols e anotou uma assistência.
Em 25 de novembro, Matías Zaracho retornou a sofrer uma lesão muscular na parte posterior da coxa esquerda, contra o São Paulo, ficando fora da final da Copa Libertadores contra o Botafogo. O jogador encerrou a temporada com 33 jogos.

### Retorno ao Racing
No dia 17 de janeiro de 2025, o Racing oficializou a contratação de Zaracho. O jogador retorna ao clube que o revelou após defender o Atlético Mineiro por quatro temporadas. Segundo a imprensa, o clube argentino desembolsou cerca de US$ 2 milhões líquidos (R$ 12,1 milhões de reais) para contar com o jogador.

## Seleção Nacional
Pela Argentina Sub-20, Zaracho disputou o Campeonato Sul-Americano e a Copa do Mundo em 2017. Participou também da conquista do Torneio Pré-Olímpico de 2020, com a Argentina Sub-23.
Sua estreia pela Seleção Argentina principal aconteceu em 26 de março de 2019, em um amistoso contra Marrocos, em Tânger, vencido pelos argentinos por 1–0. Em maio, ele foi incluído na lista preliminar de convocados para a Copa América de 2019.

## Estatísticas
Atualizadas até 11 de agosto de 2022[carece de fontes?]
Clubes
| Equipe            | Temporada         | Campeonato nacional | Campeonato nacional | Campeonato nacional | Copa nacional | Copa nacional | Copa nacional | Competições continentais | Competições continentais | Competições continentais | Outros | Outros | Outros  | Total | Total | Total   |
| Equipe            | Temporada         | Jogos               | Gols                | Assist.             | Jogos         | Gols          | Assist.       | Jogos                    | Gols                     | Assist.                  | Jogos  | Gols   | Assist. | Jogos | Gols  | Assist. |
| ----------------- | ----------------- | ------------------- | ------------------- | ------------------- | ------------- | ------------- | ------------- | ------------------------ | ------------------------ | ------------------------ | ------ | ------ | ------- | ----- | ----- | ------- |
| Racing            | 2016–17           | 4                   | 1                   | 1                   | 2             | 1             | 0             | 5                        | 0                        | 1                        | —      | —      | —       | 11    | 2     | 2       |
| Racing            | 2017–18           | 22                  | 1                   | 2                   | 0             | 0             | 0             | 8                        | 1                        | 0                        | —      | —      | —       | 30    | 2     | 2       |
| Racing            | 2018–19           | 23                  | 3                   | 3                   | 1             | 0             | 0             | 1                        | 0                        | 0                        | 4      | 0      | 0       | 29    | 3     | 3       |
| Racing            | 2019–20           | 19                  | 4                   | 1                   | 0             | 0             | 0             | 2                        | 1                        | 1                        | 2      | 0      | 1       | 23    | 5     | 3       |
| Racing            | Total             | 68                  | 9                   | 7                   | 3             | 1             | 0             | 16                       | 2                        | 2                        | 6      | 0      | 1       | 93    | 12    | 10      |
| Atlético Mineiro  | 2020              | 13                  | 1                   | 0                   | —             | —             | —             | —                        | —                        | —                        | —      | —      | —       | 13    | 1     | 0       |
| Atlético Mineiro  | 2021              | 32                  | 7                   | 2                   | 7             | 2             | 4             | 10                       | 3                        | 0                        | 9      | 1      | 0       | 58    | 13    | 6       |
| Atlético Mineiro  | 2022              | 10                  | 2                   | 1                   | 2             | 0             | 0             | 6                        | 0                        | 0                        | 9      | 0      | 2       | 27    | 2     | 3       |
| Atlético Mineiro  | 2023              | 27                  | 2                   | 4                   | 1             | —             | —             | 9                        | 0                        | 4                        | 0      | —      | —       | 44    | 3     |         |
| Atlético Mineiro  | 2024              | 16                  | 2                   | 6                   | 1             | —             | —             | 7                        | 0                        | 4                        | 1      | —      | —       | 33    | 4     |         |
| Atlético Mineiro  | Total             | 55                  | 10                  | 3                   | 9             | 2             | 4             | 16                       | 3                        | 0                        | 18     | 1      | 2       | 98    | 16    | 9       |
| Total na carreira | Total na carreira | 123                 | 19                  | 10                  | 12            | 3             | 4             | 32                       | 5                        | 2                        | 24     | 1      | 3       | 191   | 28    | 19      |

1. 1 2  Jogos de Copa Sul-Americana.
2. 1 2 3 4  Jogos de Copa Libertadores.
3. ↑  Jogos de Copa da Superliga Argentina.
4. ↑  Um jogo de Copa da Superliga Argentina, um jogo de Trofeo de Campeones de la Superliga Argentina.
5. 1 2  Jogos de Campeonato Mineiro.

## Títulos
Racing
- Campeonato Argentino: 2018–19
- Trofeo de Campeones de la Superliga Argentina: 2019
- Recopa Sul-Americana: 2025

Atlético Mineiro
- Campeonato Mineiro: 2021, 2022, 2023 e 2024
- Copa do Brasil: 2021
- Campeonato Brasileiro: 2021
- Supercopa do Brasil: 2022

Seleção Argentina
- Torneio Pré-Olímpico Sul-Americano Sub-23: 2020

### Prêmios individuais
- Revelação do Campeonato Argentino: 2018–19
- Revelação do Campeonato Brasileiro (Bola de Prata): 2021[30]
- Melhor Jogador Jovem da Copa do Brasil: 2021[31]
- Seleção Troféu Guará: 2021[32]